# 日布渡航条約
日布渡航条約 (移民に関する日布条約、日布移住民条約、日布移民条約、日布労働移民条約) とは、ハワイに労働移民した日本人の人権を守ることを目的として1886年に締結された、日本・ハワイ王国間の条約である。この条約により、日本はハワイ王国に対し、裁判における通訳の用意や、日本人医師の雇い入れなどを義務付けた。